# Torralba (Cuenca)
Torralba es un municipio y localidad española de la provincia de Cuenca, en la comunidad autónoma de Castilla-La Mancha. El término municipal, situado entre La Alcarria y la Serranía de Cuenca, tiene una población de 113 habitantes (INE 2024).

## Geografía
Integrado en la comarca de La Alcarria Conquense, se sitúa a 35 km de la capital provincial. El término municipal está atravesado por la carretera nacional N-320, entre los pK 170 y 171, y por la carretera autonómica CM-210, que permite la comunicación con Villar de Domingo García y Albalate de las Nogueras. El relieve del municipio está definido por la sierra de Bascuñana al este, la última de la Serranía, y las llanuras propias de La Alcarria por el oeste. La altitud oscila entre los 1153 m en la sierra (Alto de la Peñuela) y los 850 m al norte, a orillas del río Albalate. El pueblo se alza a 909 m sobre el nivel del mar.
| Noroeste: Albalate de las Nogueras y Arrancacepas | Norte: Albalate de las Nogueras | Nordeste: Sotorribas                           |
| Oeste: Arrancacepas                               |                                 | Este: Sotorribas                               |
| Suroeste: Villas de la Ventosa                    | Sur: Villar de Domingo García   | Sureste: Sotorribas y Villar de Domingo García |

## Historia
Los datos más antiguos que tenemos datan del tiempo de los romanos, quedando ruinas de la vía secundaria que unía Cartago Nova con Complutum. De la Edad Antigua datan los restos de una villa de recreo, además de la mina de yeso de donde se extraía lapis specularis o espejuelo, un yeso cristalizado muy apreciado por los romanos y utilizado a modo de cristal en las ventanas y decoración de paredes y suelos. De esta mina se conserva una entrada en el paraje de "La Dehesa".
Las tierras de Torralba debieron ser conquistadas bastante antes que la propia ciudad de Cuenca, que lo fue en 1177. Esto hace pensar que, en su origen, debió depender en cierta medida de la Orden de Santiago, o del Concejo de Guadalajara y muy probablemente sus gentes acompañaron a Alfonso VIII de Castilla en la toma de la capital.
Por cédula de 29 de junio de 1311, el rey Fernando IV de León y Castilla, ordenó que Torralba se sometiese al concejo de Cuenca. Dentro del Común de Villa y Tierra de esta ciudad castellana, Torralba fue designada como cabeza de un sexmo relativamente extenso, que incluía las tierras de Albalate de las Nogueras, Arrancacepas, Bólliga, Castillo-Albaráñez, Fuentesbuenas, Helliz, Olmedilla de Alarcón, Villaconejos de Trabaque, Villar de Domingo García y Villarejo del Espartal. Sin embargo, pese a permanecer como cabeza de sexmo, el Concejo de Torralba pasó muy pronto a ser tierra de señorío: en un privilegio, confirmado por Enrique II de Castilla el 15 de abril de 1370, se concede a Don Alvar García de Albornoz, hermano del cardenal Gil de Albornoz, las villas de Torralba y Tragacete con sus castillos, términos y vasallos.
Y pese a ser villa de señorío y pagar su martiniega, Torralba ostenta todavía hoy un bello ejemplar de olmo castellano, con un alcorque en forma de escaño, y bajo cuyas ramas se impartía la justicia hasta la caída del Antiguo Régimen. Algo alejado del casco se encuentra el cerro de La Horca, donde precisamente se emplazaba este instrumento para la ejecución de la pena máxima. Posteriormente, la historia de la localidad está ligada a la de los señores de Torralba, dueños de un castillo del que hoy solo quedan unas ruinas.
Torralba aparece citada en la novela picaresca Gil Blas de Santillana (1715), del francés Alain-René Lesage.
Para dar testimonio del relativamente apacible siglo XVIII español, en 1768 se publicó en Madrid la obra "Población General de España, sus Reynos y Provincias, Ciudades, Villas y Pueblos, Islas Adjacentes y Presidios de África", escrita por Juan Antonio de Estrada, pagador. Allí se dice que A cinco leguas de la ciudad de Cuenca está la villa de Torralba, lo mismo que Torre-blanca, situada en una cuesta con muros y fuerte castillo: coge razonablemente pan, vino, aceyte y mucha miel. Es la mejor de tierra de Cuenca, y produce azafrán, frutas y hortalizas: tiene 400 vecinos en una Parroquia, y dos Ermitas. Por su parte, el "Diccionario Geográfico Universal", publicado en 1795 por Don Antonio Vegas, dice de Torralba de Cuenca que es "Villa de España en la Provincia de Guadalaxara y su Partido, corresponde al Obispado de Cuenca: es Villa de Señorío Secular, con Jurisdicción Ordinaria , por lo que nombra Alcaldes Ordinarios para su gobierno. Tiene una Parroquia, y una Ermita dedicada á Santa Ana, de mucha devoción de sus vecinos. Es Pueblo de conocida antigüedad y fortaleza, según la que todavía existe"
Sebastián Miñano dedica al rey Fernando VII en 1828 un Diccionario geográfico-estadístico de España y Portugal donde Torralba queda censada como sigue:

V. S. de España, provincia, obispado y partido de Cuenca. A. O., 300 vecinos, 800 hab., 1 parroquia, 1 pósito. Situado en un hondo, entre E. y N. ; tiene un cerro que la domina con un castillo o fuerte muy antiguo, el cual pertenecía a la Casa de Ariza, pero está demolido, y solo existen 2 paredones y una almena; además tiene esta villa un riachuelo que llaman el Cerralbo, el cual en el verano, cuando descarga alguna nube, sale de madre e inunda todo el arrabal. Produce trigo, cebada, centeno, avena, azafrán, aceite, vino, patatas, alazor, almortas, garbanzos y cerezas. Dista 5 leguas de la capital y tres cuartos de hora de camino militar de Villar de Domingo Garcia (véase Priego). Contribución: 6.801 reales. 14 mrs.

De este último texto se deduce que el castillo de Torralba debió arruinarse durante la invasión francesa y, en efecto, el "Panteón de los Mártires Españoles, sacrificados por la libertad e independencia", escrito por Luis de Cucalón y Escolano en 1849, refleja que en otoño de 1808 el entonces Mariscal Lacy persiguió a los franceses por tierras de Torija, Budia y Torralba, hasta Cuenca.
Durante las guerras carlistas, las comarcas alcarreñas permanecieron leales a Don Carlos V (2), y Torralba no debió ser una excepción. Por sus tierras pasó el general liberal Espartero hacia Valencia, para intentar dar caza a las tropas del Rey.
Hacia mediados del siglo XIX, el lugar tenía contabilizada una población de 732 habitantes. La localidad aparece descrita en el decimoquinto volumen del Diccionario geográfico-estadístico-histórico de España y sus posesiones de Ultramar de Pascual Madoz de la siguiente manera:

TORRALBA: v. con ayunt. en la prov., dióc. y part. jud. de Cuenca (5 leg.), aud. terr. de Albacete (24) y c. g. de Castilla la Nueva (Madrid 24.). sit. parte en la falda de una colina que le domina por el N., y sobre la cual hubo un cast., y la otra en llano: su clima es frio , bien ventilado y poco propenso á enfermodades. Consta de 250 casas, un hospital, una escuela de primeras letras dotada con los fondos de propios; igl. parr. (Ntra. Sra. de las Nieves), servida por un cura de entrada y 2 beneficiados. El térm. confina por O. con el de Rivagorda y Villaseca; E. Torrecilla; S. Cañaveras, y O. Albalate de las Nogueras: su terreno es llano, la mayor parte yesoso y bastante fértil, en especial la parte de vega que es de regadío, por la cual pasa el riachuelo denominado la Estacada: los caminos son locales y en mediano estado. prod.: trigo de escelente calidad, cebada, centeno, avena, hortalizas y vino; se cria ganado lanar y vacuno, y caza de liebres, perdices y conejos. pobl.: 184 vec., 732 alm. cap. prod.: 1.1902,480 rs. imp.: 95,124.
(Madoz, 1849, pp. 58-59)

## Demografía
Torralba cuenta con una población de 113 habitantes (INE 2024).
| Gráfica de evolución demográfica de Torralba entre 1842 y 2021                                                                                                |
| |
| Población de derecho según los censos de población del INE Población de hecho según los censos de población del INEEn este censo se denominaba Torralva: 1842 |

Demográficamente, la Villa debió ser de notable importancia en la Edad Media, decayendo en su población a mediados del siglo XVIII por la crisis del comercio de la lana que sufrió toda la provincia. El Catastro de Ensenada, de 1752, cataloga a Torralba dentro de la provincia de Guadalajara, y censa un total de 187 cabezas de familia, de los que 21 eran de condición hidalga, contando a los menores bajo tutela y las viudas. Desde 1842, que constan los datos en el INE, la evolución poblacional ha sido la que sigue:
Obsérvese el éxodo provocado por las guerras de la primera mitad del siglo XIX, que dejan a Torralba con 184 hogares, y una población de derecho de 731 personas censadas. La Guerra civil provoca un nuevo éxodo que rápidamente se recupera, llegando la población a alcanzar el pico de 389 hogares y 1006 habitantes censados. El nuevo éxodo provocado por la situación agraria hace que hoy día la Villa cuente con solo 127 habitantes censados, de los cuales una buena parte son residentes estacionales.

## Economía
Municipio dedicado mayoritariamente a la agricultura. No hay que menospreciar las actividades ganaderas, hosteleras y del ramo de la construcción. Dentro de los productos artesanos que pueden adquirirse en la población, cabe destacar la miel de la Alcarria. En la I Jornada de Cuevas Abiertas, celebrada en febrero de 2008 se ha conseguido atraer la atención hacia esta ancestral forma de producción de vino que, aunque destinado al consumo privado, no deja de resultar enormemente atractivo para el turismo.

## Camino de Santiago
En la primavera de 1624 Francisco Patiño, su mujer María de Franchis y su primo Sebastián de la Huerta, peregrinaron a Santiago de Compostela desde Monteagudo de las Salinas (Cuenca), habiendo constancia escrita de su paso por Astorga y Molinaseca. El camino que siguieron no está indicado, pero debió ser el que mercancías, viajeros y, por supuesto peregrinos procedentes del sudeste peninsular, siguieron desde Valencia hasta Burgos pasando en diagonal por Cuenca y las tierras alcarreñas hasta incorporarse en Burgos al Camino Francés. El camino fue descrito, en parte, en el Cantar de mio Cid, siendo seguido en sentido inverso por el héroe en su destierro. La hoy llamada Ruta de la Lana coincide en su mayor parte con el que en el "Repertorio de Alonso de Meneses" (siglo XVI) iba desde Cuenca a Burgos y por el que iban la lana de la Alcarria y los paños de Cuenca hacia las ferias de Medina del Campo y el Consulado de Burgos. Cabe imaginar que por este camino iría asimismo la miel al noroeste y vendría el grano castellano al sudeste. Fue seguido, también en parte, por el rey Felipe III cuando desde sus bodas en Valencia vino a visitar el monasterio alcarreño de La Salceda (1604), seguía siendo usado en el siglo XVIII y Madoz en su Diccionario (1850) lo menciona repetidamente ("Caminos: los locales y el que conduce a Valencia y Cuenca") al describir las villas alcarreñas por las que pasa. En varias zonas coincide con antiguas vías romanas, de las que a veces encuentra los restos el caminante. Desde Cuenca el camino histórico iba por El Villar de Domingo García, Torralba, Priego, Valdeolivas, Salmerón, Trillo, Cifuentes, Mandayona, Atienza y Miedes, continuando por Retortillo, El Fresno, Inés, San Esteban de Gormaz, Alcubilla, Huerta del Rey, Santo Domingo de Silos, Retuerta, Covarrubias, Hontoria del Pinar, Venta de los Molinos y Burgos.

## Patrimonio
- Ruinas del Castillo o "Torre Alba", que da su nombre a la población. El cerro donde este se asienta está horadado por más de dos centenares de cuevas-bodega, típicas de la comarca. Parte de las mismas forman un sistema que debió funcionar como antiguo aljibe del castillo. Enclavadas en el entorno del cerro del castillo árabe, las cuevas son la seña de identidad de Torralba. Aunque hay cerca de 200, solo se pueden visitar 15, que son tan antiguas como la historia del pueblo. No hay dos cuevas iguales y han pasado de padres a hijos. En Torralba se siguen utilizando para hacer el vino. Las cuevas reúnen las mejores condiciones para elaborar y conservar el vino, una tradición transmitida por vía oral.
- Ermita de Nuestra Señora de las Nieves. Es una iglesia de los siglos XV-XVI, de planta y sección basilical, de tres naves, con ábside y capillas cubiertas por bóvedas de arista, la mayor de las cuales contiene frescos de inspiración popular. Las naves se cubren con estructura de madera vista, sobre pilares octogonales en piedra; los cabezales de los mismos y las mensulillas están labrados, así como el artesonado de las esquinas que rematan la nave central en su encuentro con el cabecero. En los pies, coro, con barandilla y canecillos también tallados. Hay rejería de madera de bolillos policromada separando la capilla mayor y las laterales del resto. También se conserva el solado primitivo, así como la tumba de un caballero de Santiago. Exteriormente, conserva las portadas lateral y frontal, de estilo gótico tardío, enmarcadas por alfiz y cubiertas, ambas con porche sobre columnas de piedra de orden clásico y escudo episcopal del Obispo Albornoz y Carrillo. Cubierta a dos aguas, se remata frontalmente, a los pies, por espadaña de dos ojos. Conserva un importante contenido mueble: retablo mayor barroco, abundante imaginería, una pila bautismal. La tradición dice que el cardenal conquense Gil de Albornoz envió desde Roma tres imágenes de la Virgen María, de las que una se conserva en esta ermita, otra en Almodóvar del Pinar y otra en Villanueva de la Jara.
- Iglesia parroquial de Santo Domingo de Silos. En su edificio original era un monumental edificio del románico tardío, muy semejante a la iglesia de Belinchón, así como a otros templos del Priorato de Uclés (lo que hace pensar en una temprana fundación de la Villa por la Orden de Santiago) y que fue inexplicablemente derribado en 1959. Por parte de varios particulares e instituciones se ha propuesto la reconstrucción de la misma. En su interior se halla un notable retablo barroco y el mausoleo del Oidor, tumba de Luis de Salcedo, uno de los tres únicos ejemplares de su clase en España. Se incluyen restos muebles de las capillas que contuvo, como la que, en memoria de la Conversión de San Pablo, fundara el obispo Solórzano, y que debió servirle de enterramiento.
- Dentro del casco se ven ejemplos típicos de la arquitectura popular de la comarca y, en prueba de la antigua importancia de la villa, varias casas lucen blasones en sus fachadas que remiten a los linajes de la nobleza alcarreña. El trazado urbano se articula en torno a un eje perfectamente definido por la plaza Mayor y una plazoletilla, comunicadas ambas por una calle de considerable anchura, quedando limitado por las estribaciones del cerro y la calle del Arrabal. En el centro de la plaza Mayor, compitiendo con la torre del Ayuntamiento, se encontraba la gran Olma del Concejo, que fue atacada por la grafiosis en 2009 sin poder sobrevivir. Hubo una antigua fuente-abrevadero derribada a la vez que la iglesia parroquial, y cuya reconstrucción se ha propuesto al Ayuntamiento. La toponimia conservada (calle del Arrabal, calle del Postigo...) indica que fue efectivamente un recinto amurallado. Castillo y muralla fueron arruinados durante la francesada. Añadiendo a estos restos militares la excelente edificación de carácter popular, nos encontramos ante un conjunto urbano de los más interesantes de la provincia.3
- A las afueras de la población queda la ya mencionada entrada de las minas romanas de Espejuelo y la fuente de Santa Quiteria, que sirvió para el abastecimiento diario de agua hasta bien entrado el siglo XX.

## Fiestas
Su patrona es la Virgen de las Nieves, celebrando así sus fiestas patronales el día 5 de agosto.